# 1989년 OB 베어스 시즌
1989년 OB 베어스 시즌은 OB 베어스가 KBO 리그에 참가한 8번째 시즌이다. 이광환 감독이 팀을 이끈 첫 시즌이며, 김광수가 주장을 맡있다. 팀은 코칭스태프들이 원년 선수 출신이라 경험 미숙을 드러내 7팀 중 정규시즌 5위에 그쳐 포스트시즌 진출에 실패했다.
이렇게 되자 OB는 박철순 플레잉코치를 시즌 후 현역 선수로 복귀시키는 등 코칭스태프 개편을 했지만 이광환 감독이 선수들 개개인에 개성과 책임감을 믿고 맡기는 '자율 야구'의 기치를 들었음에도  전임감독에게 젖은 고참선수들을 효과적으로 통솔하지 못한 데다  장래를 위해 2∼3년생을 주축으로 한 유망주들을 대거 기용하자 은퇴를 앞둔 고참선수들이 불안을 느끼기 시작하여   팀워크에 틈새가 생겨  한 시즌 반 동안 69승 93패 4무라는 저조한 성적을 올린 끝에 1990년 6월 20일에 해임되었으며 이 해 6월 21일부터 이재우 코치가  감독대행을 맡았다가 1991년부터 정식 감독을 맡았으나   초반에 잠깐 1위를 했음에도 중반의 11연패 뿐 아니라 장호연의 연봉 재계약 문제-부상 등으로 투수진이 원활하게 돌아가지 못했으며 급기야 팀내 좌완 투수이자 에이스이기도 한 구동우를 선발-중간-마무리 가리지 않고 투입시켜 최하위로 처지자 결국 그 해 7월 중도하차했다.

## 타이틀
- 영구 결번 지정: 윤동균 (10)[6]
- 올스타 선발: 김진욱 (투수), 신경식 (1루수), 박노준 (외야수), 김형석 (외야수)
- 올스타전 추천선수: 이진, 김경문, 김광수
- 컴투스프로야구 80년대 OB 베어스 라인업: 김진욱 (선발투수), 이진 (선발투수), 김진규 (중계투수), 김동현 (중계투수), 신경식 (1루수)
- 2루타: 신경식 (25)
- 3루타: 신경식 (6)
- 사구: 신경식 (11)

## 선수단
- 선발투수 : 김진욱, 장호연, 계형철, 최일언, 한오종
- 구원투수 : 구동우, 김동현, 김형균, 이진, 윤석환, 김강익, 조진구, 황태환, 하창우
- 마무리투수 : 김진규, 강규성, 홍길남, 박철순
- 포수 : 김호근, 김진홍, 김경문, 송명철, 조범현, 박현영
- 1루수 : 신경식, 김종석
- 2루수 : 김광수, 양세종, 김용희, 길홍규
- 유격수 : 이명수, 구천서, 이복근
- 3루수 : 송재박, 이승희
- 좌익수 : 박노준
- 중견수 : 김광림, 박종훈, 안대환
- 우익수 : 김형석, 곽연수
- 지명타자 : 최동창, 구재서, 임채섭, 서일권, 윤동균

## 여담
- 이진은 KBO 리그 역대 최초의 좌완 사이드암 투수다.
- 유지훤은 4월 8일 KBO 리그 사상 처음으로 은퇴식을 갖고 은퇴했다.
- 윤동균은 8월 17일 KBO 리그 사상 처음으로 은퇴 기념 경기를 가졌고, 그의 등번호 10번이 영구결번으로 지정되었다. 이는 KBO 리그 사상 2번째 영구결번이고, 앞서 1번째 영구결번의 주인공인 김영신의 54번은 추모의 의미로 지정된 영구결번이라 KBO 리그에서의 활약을 바탕으로 한 영구결번은 윤동균의 10번이 최초라고 할 수 있다. 또한 역대 KBO 리그 영구결번 선수 중 한국시리즈 우승 경력을 보유한 첫 케이스이기도 하다.
- 김광수는 KBO 리그 사상 최초로 통산 희생번트 100개를 달성했다.
- 팀이 동대문야구장을 홈구장으로 쓴 마지막 시즌이다.
- 내야수 임채섭은 이 시즌을 끝으로 은퇴했으며, 이듬해부터 KBO 심판위원으로 활동했다. 2010년 5월 16일 KBO 심판위원 중 3번째이자 프로 선수 경력 보유 심판위원 중에는 처음으로 통산 2000경기 출장을 달성했다.
- 윤동균은 만 40세 때부터의 통산 볼넷 0개로 KBO 리그 40대 타자 통산 최소 기록을 세웠다.